# Silivri
Silivri é um distrito de Istambul, na Turquia, situado na parte europeia da cidade. Conta com uma população de 124 601 habitantes (2008). Era chamada de Selímbria ou Selíbria (em grego: Σηλυ(μ)βρία; romaniz.: Sely(m)bria) durante o Império Bizantino.